# هال باترسون
هال باترسون (بالإنجليزية: Hal Patterson)‏ (4 أكتوبر 1932 في الولايات المتحدة - 21 نوفمبر 2011 في الولايات المتحدة) هو لاعب كرة قدم أمريكية ولاعب كرة القدم الكندية ولاعب كرة سلة أمريكي في مركز مستقبل واسع ‏. لعب مع هاميلتون تايغر كاتس ‏ ومونتريال ألويت ‏.

## وصلات خارجية
- هال باترسون على موقع كلية كرة السلة في سبورتس رفرنس.كوم (الإنجليزية)
- هال باترسون على موقع JustSportsStats.com (الإنجليزية)
- هال باترسون على موقع قاعة كيبيك للمشاهير الرياضية (الفرنسية)